# Vala
Vala — об'єктно-орієнтована мова програмування, призначена для прикладного і системного програмування на основі бібліотек GLib Object System (GObject) робочого середовища GNOME/GTK+. Мова була розроблена Юргом Біллетером (Jürg Billeter) і Раффаеле Сандріні (Raffaele Sandrini).

## Основні особливості
Vala за своїм синтаксисом подібна до C# і повністю реалізує об'єктно-орієнтований підхід. Підтримуються інтроспекція, прибирання сміття, засноване на підрахунку посилань, лямбда-функції, концепція сигналів і слотів, подібна використовуваній у Qt, але реалізована на рівні мови, рядкові типи, зрізи масивів, оператор переліку елементів колекції foreach(), делегати, замикання, інтерфейси, властивості та винятки. 
Особливість системи розробки полягає в тому, що програма на Vala транслюється в програму мовою C, яка в свою чергу компілюється у виконуваний код цільової платформи зі стандартними бібліотеками C, Glib і GTK+ та виконується зі швидкістю скомпільованої в об'єктний код цільової платформи програми C. Завдяки такому підходу відкомпільований код на Vala бінарно сумісний з системними бібліотеками, написаними на C. Для підключення сторонніх бібліотек до програм на мові Vala використовуються спеціальні vapi-файли, в яких описується інтерфейс бібліотеки. Для багатьох бібліотек вже існують vapi-файли, що входять до дистрибутиву компілятора Vala. Крім того, є vapi-файли для бібліотек, підтримувані сторонніми користувачами, поки не включені у штатне постачання. 
Існують неофіційні збірки компілятора для ОС Windows, підтримувані сторонніми розробниками. 

## Причини створення
Мова Vala була створена для ефективної розробки на платформі GNOME складних прикладних і системних програм з графічним інтерфейсом користувача, що базується на стандартній бібліотеці GTK+, із застосуванням сучасних мовних засобів і технік програмування. 
Об'єктно-орієнтовані мови Java і C# надають програмісту досить можливостей, але їхні програми виконуються у віртуальних машинах, що робить неможливим пряме звернення до них з бінарного коду мовою C, як і використання в таких програмах системних низькорівневих бібліотек, таких як GObject. Тому ці мови, як і будь-які інші, які виконують байт-код в віртуальних машинах, не можуть бути прийняті в рамках платформи GNOME. Керовані програми мають також обмеження у швидкодії, що є критичним для роботи деяких програм (наприклад, системних), які повинні виконуватися в бінарному коді (ABI). Це і стало причиною появи мови Vala. 

## Приклади коду

### Приклад № 1
Проста програма «Hello World»
```
int
 
main
 
()
 
{

  
print
 
(
"Hello World
\n
"
);

  
return
 
0
;

}

```

### Приклад № 2
Програма «Hello World», що демонструє об'єктно-орієнтований підхід
```
 
using
 
GLib
;

 

 
class
 
Sample
 
:
 
Object
 
{

   
void
 
run
 
()
 
{

     
stdout
.
printf
 
(
"Hello World
\n
"
);

   
}

 

   
static
 
int
 
main
 
(
string
[]
 
args
)
 
{

     
var
 
sample
 
=
 
new
 
Sample
 
();

     
sample
.
run
 
();

     
return
 
0
;

   
}

 
}

```

### Приклад № 3
Це приклад використання GTK+ для створення GUI програм мовою Vala:
```
using
 
Gtk
;

 

int
 
main
 
(
string
[]
 
args
)
 
{

  
Gtk
.
init
 
(
ref
 
args
);

  
var
 
window
 
=
 
new
 
Window
 
();

  
window
.
title
 
=
 
"Hello, World!"
;

  
window
.
border_width
 
=
 
10
;

  
window
.
window_position
 
=
 
WindowPosition
.
CENTER
;

  
window
.
set_default_size
 
(
350
,
 
70
);

  
window
.
destroy
.
connect
 
(
Gtk
.
main_quit
);

 

  
var
 
label
 
=
 
new
 
Label
 
(
"Hello, World!"
);

 

  
window
.
add
 
(
label
);

  
window
.
show_all
();

 

  
Gtk
.
main
();

  
return
 
0
;

}

```

## Інтегровані середовища розробки
Такі інтегровані середовища розробки підтримують мову Vala
- Anjuta
- Geany
- MonoDevelop

## Приклади програмного забезпечення на Vala
- Shotwell — упорядник фотографій
- Fillmore — багатодоріжковий запис
- Lombard — відео-редактор
- Valencia — плагін gedit для Vala
- Midori 7 — веббраузер

## Виноски
1. ↑  The vala Open Source Project on Open Hub: Languages Page — 2006.
2. ↑  Bindings Status (англійською) . Архів оригіналу за 10 березня 2012. Процитовано 7 вересня 2011.
3. ↑  External Bindings (англійською) . Архів оригіналу за 10 березня 2012. Процитовано 7 вересня 2011.